# Ride the Lightning
Ride the Lightning drugi je studijski album američkog heavy metal sastava Metallica, objavljen 1984. godine.

## Popis pjesama
Tekstovi: James Hetfield, osim pjesme "Creeping Death" koju je napisao s Kirkom Hammettom. 
| 1.    | »Fight Fire with Fire«             | Hetfield, Lars Ulrich, Cliff Burton     | 4:45 |
| 2.    | »Ride the Lightning«               | Hetfield, Ulrich, Burton, Dave Mustaine | 6:36 |
| 3.    | »For Whom the Bell Tolls«          | Hetfield, Ulrich, Burton                | 5:10 |
| 4.    | »Fade to Black«                    | Hetfield, Ulrich, Burton, Hammett       | 6:57 |
| 5.    | »Trapped Under Ice«                | Hetfield, Ulrich, Hammett               | 4:04 |
| 6.    | »Escape«                           | Hetfield, Ulrich, Hammett               | 4:24 |
| 7.    | »Creeping Death«                   | Hetfield, Ulrich, Burton, Hammett       | 6:35 |
| 8.    | »The Call of Ktulu« (instrumental) | Hetfield, Ulrich, Burton, Mustaine      | 8:53 |
| 47:24 |                                    |                                         |      |

## Osoblje
Metallica
- James Hetfield — vokali, ritam gitara
- Lars Ulrich — bubnjevi, udaraljke
- Cliff Burton — bas-gitara, prateći vokali
- Kirk Hammett — glavna gitara

Ostalo osoblje
- Fin Costello — fotografija
- Anthony D. Sommella — fotografija
- Robert Hoetink — fotografija
- Bob Ludwig — mastering
- Harald Oimoen — fotografija
- Mark Whitaker — produkcija
- Flemming Rasmussen — produkcija, inženjer zvuka, miksanje
- Pete Cronin — fotografija
- Rick Brackett — fotografija